# David Campion
Pour les articles homonymes, voir Campion.
David Campion, né le 12 août 1971, est un joueur professionnel de squash représentant l'Angleterre. Il atteint en mars 1992 la 76e place mondiale sur le circuit international, son meilleur classement. Il est finaliste des championnats du monde junior en 1990.

## Biographie
Il est le beau-frère de l'ancien no 1 mondial James Willstrop et il est entraîné par Malcolm Willstrop, le père de James et Christy Willstrop. Il devient no 1 mondial chez les juniors, finaliste des championnats du monde junior en 1990 face à Simon Parke et champion du monde junior par équipes cette même année.
Les blessures mettent un frein à une carrière de joueur prometteuse et dès l'âge de 22 ans, il commence une carrière d'entraîneur. Il devient ensuite entraîneur national anglais chargé des équipes senior. Il s'occupe également des joueurs individuellement comme Jonathan Kemp, James Willstrop, Eddie Charlton, Shaun Le Roux, Millie Tomlinson, …
Il épouse en juillet 1999 Cassie Jackman, joueuse de squash championne du monde qu'il entraîne. Après leur divorce en 2002, il épouse en 2010 Sarah Kippax, autre joueuse sous sa direction. En 2021, il devient entraîneur national pour l’Angleterre, poste auquel il renonce en mars 2024.

## Palmarès

### Finales
- Championnats du monde junior : 1990